# سامسونج جالكسي إس أدفانس
جالكسي اس المطور (بالإنجليزية: Samsung Galaxy S Advance)‏ هو هاتف ذكي من إلكترونيات سامسونج ضمن سلسلة سامسونج جالاكسي يعمل بنظام أندرويد، تم طرحه في الأسواق في 2012.

## الخصائص
- نظام التشغيل: أندرويد
- الكاميرا الأمامية: 1.3 ميجابكسل
- الكاميرا الخلفية: 5 ميجابكسل
- الشاشة: 800×480
- الوزن: 120 غرام
- المعالج: 1 جيجا هرتز ثنائي النواة
- الذاكرة: 768 ميجابايت
- التخزين: 8 جيجابايت